# Vincent Courtillot
Vincent Courtillot, né le 6 mars 1948 à Neuilly-sur-Seine, est un géophysicien français. Ses recherches vont du géomagnétisme à la géodynamique et à la géophysique. Il fait partie des négateurs du changement climatique d'origine humaine.

## Biographie et carrière

### Formation et carrière universitaire
Diplômé de l'École des mines de Paris, de l'université Stanford, de l’université Pierre-et-Marie-Curie et de l’université Paris-Diderot, docteur ès sciences, Vincent Courtillot est professeur émérite de géophysique à l’université Paris-Diderot. Il a été directeur de l’Institut de physique du globe de Paris jusqu'au 12 janvier 2011, remplacé par Claude Jaupart.
Il a enseigné à Stanford, à l’université de Californie à Santa Barbara et au Caltech. Il a été membre de l'Institut universitaire de France. Il a également exercé des responsabilités administratives (directeur de la recherche, conseiller spécial) au ministère chargé de l'enseignement supérieur, pendant le mandat de ministre de Lionel Jospin et de Claude Allègre.

## Thèmes de recherche
Ses thèmes de recherche vont du champ magnétique terrestre actuel (géomagnétisme) et passé (paléomagnétisme) à la géodynamique, la tectonique des plaques et les points chauds (mouvements de convection à l'intérieur de la Terre). Il a travaillé dans les années récentes sur les conséquences climatiques et biologiques du volcanisme massif des trapps sur les extinctions de masse d’espèces et sur les évolutions climatiques des derniers siècles. Il a été décoré à plusieurs reprises pour ses travaux en géodynamique et en géophysique.
Vincent Courtillot a publié de nombreux articles dans les revues scientifiques internationales sur le géomagnétisme (découverte des sauts de variation séculaire ou « jerks »), le paléomagnétisme (collision de l'Inde et de l'Asie, formation du Tibet), la tectonique des plaques au Tibet et en Afar (propagation des déchirures continentales), les points chauds et leurs conséquences sur la dérive des continents et d'extinction en masse des espèces biologiques.

## Positions concernant le réchauffement climatique
Il fait partie des climato-sceptiques dans les controverses sur le réchauffement climatique et a été au cœur d'une polémique importante qui a eu un large écho médiatique dans la presse française,. Ses conclusions lui ont valu le surnom de « chevalier de la Terre noire et plate » par certains climatologues américains.
Il fait également partie de groupes climatosceptiques : l'Association des climato-réalistes emmenée par Benoît Rittaud ainsi que du think tank anglais Global Warming Policy Foundation, où il fait partie du Conseil scientifique (Academic Advisory Council), avec un autre Français, Christian Gerondeau.

## Controverses

### Sur le climat
En 1982, Vincent Courtillot a publié dans la revue Nature, en collaboration avec notamment Anny Cazenave, un article consacré à la « variation séculaire géomagnétique comme précurseur du changement climatique »,. Toutefois, en 2008, il ne se considère pas comme un expert de la question, car il ne s'est réellement intéressé à cette problématique que depuis quelques années seulement, au sein d'une équipe animée par Jean-Louis Le Mouël (en). Certains climatologues ont d'ailleurs critiqué la méthode employée dans ses recherches et relevé des erreurs dans ses publications.
En 2008, il est au centre d'une controverse scientifique concernant la publication d'un de ses articles dans la revue Earth and Planetary Science Letters (EPSL) intitulé « Existe-t-il des liens entre le champ magnétique terrestre et le climat ? par V. Courtillot, Y. Gallet, J.-L. Le Mouël, F. Fluteau, A. Genevey (2007) EPSL 253, 328. Des articles ont été publiés dans Le Monde du 15 janvier 2008 et dans Science du 11 janvier 2008 concernant le débat autour de cet article.
Questionné en 2009, au sujet d'un possible conflit d'intérêts posé par le financement par les entreprises Total et Schlumberger, dont le cœur de métier est les énergies fossiles, de l'Institut de physique du globe de Paris (IPGP) pour son programme de recherche sur la séquestration du CO2, Vincent Courtillot affirme que ce soutien ne conditionne en rien l'orientation et le résultat de ses travaux.
Vincent Courtillot est proche de Claude Allègre, à qui il a succédé à la direction de l'Institut de physique du globe de Paris (IPGP), et ils travaillent ensemble pour contester le consensus du GIEC. Selon le journaliste Stéphane Foucart : « Leurs interventions publiques sont complémentaires. […] Le discours de Vincent Courtillot est marketé pour toucher le personnel scientifique et les décideurs politiques. Celui de Claude Allègre est quant à lui dirigé vers le très grand public […]. » Selon un des membres de l'Académie des sciences, cité par la journaliste Audrey Garric : « […] l’Académie a été paralysée, sur le sujet climatique, par un petit groupe de climatosceptiques menés par le géochimiste Claude Allègre et le géophysicien Vincent Courtillot […] Ils bloquaient les débats sur le sujet, ainsi que l’élection de certains climatologues à l’Académie. » En 2015, il influence au sein de ladite Académie la rédaction d'un avis devant servir de base aux négociations climatiques lors de la COP21 ; après d'âpres débats, le texte final ne reconnaît explicitement ni la responsabilité humaine dans le réchauffement climatique, ni les risques causés par ce dérèglement.
En 2019, il fait partie des 40 signataires français d'une pétition remise aux dirigeants de l'Organisation des Nations unies et assurant qu'il n'existe pas « d'urgence ou de crise climatique ».
Certains opposants à ses thèses se sont penchés sur son discours pour en souligner les incohérences,,.

### Sur les publications scientifiques
Vincent Courtillot ainsi que deux autres membres de l'IPGP, Claude Jaupart et Paul Tapponnier, sont accusés de manque d'éthique scientifique pour avoir supervisé, en tant qu'éditeurs, la publication de dizaines de travaux issus de leur propre institut dans la revue scientifique Earth and Planetary Science Letters (EPSL), affaire révélée en 2008 par les journaux Le Monde, et Libération. Cette situation de conflit d'intérêts aurait dû, selon Friso Veenstra, directeur de publication au journal, les faire renoncer à assurer la supervision de ces soumissions. Étant donné l'intensité des controverses autour de la question climatique et la position sceptique de Vincent Courtillot ainsi que l'implication de Claude Allègre, qui se trouve être parmi les auteurs des publications visées, cette affaire a eu un retentissement dépassant le cadre de la communauté des géophysiciens et a été reprise dans de grandes revues scientifiques, notamment dans Nature.
Cette affaire de conflits d'intérêts se superpose à une autre concernant le contenu scientifique d'une publication signée par Vincent Courtillot et parue en 2007 dans EPSL (sous la supervision d'un éditeur, R. van der Hilst, qui travaille régulièrement à l'IPGP comme « professeur invité »). Dans cet article intitulé « Are there connections between the Earth's magnetic field and climate? », Vincent Courtillot et ses collaborateurs ont voulu montrer que les séries temporelles des variations du champ magnétique terrestre se trouvaient être bien corrélées avec les mesures de température terrestre — suggérant ainsi l’existence d’une source de forçage non anthropique (corrélation avec un indice d'activité géomagnétique et d'éclairement solaire total). Ces résultats furent critiqués par Édouard Bard et Gilles Delaygue qui montrèrent que le calcul de Courtillot se fondait sur un modèle de la Terre à albédo nul (équivalent d'un disque noir) non sphérique (erreur dite de la « Terre plate et noire »).

## Publications
- La Vie en catastrophes, Fayard, novembre 1995  (ISBN 978-2-2135-9511-5).
- Nouveau voyage au centre de la Terre, Éditions Odile Jacob, septembre 2009  (ISBN 978-2-7381-1939-1).
- « Quelques éléments de débat scientifique dans la question du changement climatique[30] », Annales des mines, Responsabilité et environnement, no 50, avril 2008.

## Prix et distinctions[2]
- Membre de l'Académie des sciences (France) (2003)
- Prix Gay-Lussac, Académie des sciences (1981)
- Premier prix Franco-Britannique (Académie des Sciences et Royal Society, 1985)
- Fellow, American Geophysical Union (1990)
- Médaille d’argent du Centre national de la recherche scientifique (1993)
- Fairchild Distinguished Scholar (Cal Tech, 1994)
- Membre, Academia Europaea (1994)
- Chevalier de la Légion d'honneur (1994)
- Gerald Stanton Ford Lecturer (Université du Minnesota, 1996)
- Professeur, Institut universitaire de France (1996)
- Associate, Royal Astronomical Society (1997)
- Officier de l'ordre national du Mérite (1997), chevalier en 1990
- Commandeur de l'ordre des Palmes académiques (1997)
- Prix Dolomieu, Académie des Sciences (2001)
- Moore Distinguished Fellow (CalTech, 2001)
- 2002 Louis Clark Vanuxem Lecturer (Princeton, 2002)
- Premier « Bullard Lecturer », American Geophysical Union (2002)
- 2006 Médaille André Dumont de la Société Geologica Belgica
- 2008 Membre de l'Académie des sciences de Chine[31],[32]
- Médaille Arthur Holmes 2012 décernée par l'Union européenne des géosciences (EGU)[33]

### Audio et vidéo
- Conférence du département de physique de l'école polytechnique et la vidéo « Quel réchauffement climatique ? »
- « Consensus, risque et vérité…l’exemple des évolutions climatiques récentes » : enregistrement de l'intervention de Vincent Courtillot lors du colloque international consacré au principe de précaution organisé par l'Académie royale de Belgique, en septembre 2010